# Liste der denkmalgeschützten Objekte in Tösens
Die Liste der denkmalgeschützten Objekte in Tösens enthält die 10 denkmalgeschützten, unbeweglichen Objekte der Gemeinde Tösens im Bezirk Landeck.

## Denkmäler
| Foto |                 | Denkmal                                                                       | Standort                                     | Beschreibung | Metadaten |
| ---- | --------------- | ----------------------------------------------------------------------------- | -------------------------------------------- | --- | --- |
| BW   | Datei hochladen | Bauernhaus Kralhof HERIS-ID: 76487 TKK: 29146seit 2024                        | Steinach 28 Standort KG: Tösens              | Das Wohngebäude eines Paarhofes, dessen Besitzgeschichte seit 1775 dokumentiert ist, ist an der Giebelfassade inschriftlich mit 1802 datiert. Der zweigeschoßige Mauerbau mit leicht geknicktem Walmdach ist giebelseitig über einen Mittelflurgrundriss erschlossen. Die Rechtecktür ist von Architekturmalerei gerahmt, über dem Eingang befindet sich ein Freskomedaillon mit Christus und der Samariterin am Jakobsbrunnen. Die Mauerkanten sind mit gemalten Quaderpilastern mit bekrönender Kugel betont. An der nördlichen Traufseite ist ein niedrigeres Wirtschaftsgebäude in Mischbauweise (gemauerter Stall, Obergeschoß in Blockbauweise) angebaut. | BDA-Hist.: Q126122409 Status: Bescheid Stand der BDA-Liste: 2025-06-30 Name: Bauernhaus Kralhof GstNr.: .55                                                 |
| ja   | Datei hochladen | Kath. Pfarrkirche hl. Laurentius HERIS-ID: 55978 Objekt-ID: 64904 TKK: 29322  | Steinach 56 Standort KG: Tösens              | Die schlichte barocke und von einem Friedhof umgebene Pfarrkirche wurde von 1708 bis 1712 errichtet. 1852 wurde das ursprünglich dreijochige Langhaus um ein Emporenjoch erweitert. Der Turm an der Chornordseite mit spitzbogigen Schallfenstern, Kielbogengiebeln und einer Zwiebelhaube mit Laterne wurde 1829 errichtet. | BDA-Hist.: Q1808235 Status: § 2a Stand der BDA-Liste: 2025-06-30 Name: Kath. Pfarrkirche hl. Laurentius GstNr.: .64 Laurentiuskirche (Tösens)               |
| ja   | Datei hochladen | Volksschule Tösens HERIS-ID: 76483 Objekt-ID: 90059 TKK: 116450               | Steinach 58 Standort KG: Tösens              | Die Volksschule setzt sich aus einem älteren Gebäude und einem Erweiterungsbau zusammen, beide Teile wurden nach 1950 errichtet. Der dreigeschoßige ältere Bau weist ein Satteldach und im ersten Obergeschoß in der südwestlichen Ecke einen erkerartigen, verglasten Anbau auf. Die beiden Gebäudeteile sind an der westlichen Traufseite durch einen niedrigen Verbindungstrakt inklusive Eingangsbereich verbunden, das Erdgeschoß weist zudem große Glasflächen in den Räumlichkeiten auf. | BDA-Hist.: Q38144383 Status: § 2a Stand der BDA-Liste: 2025-06-30 Name: Volksschule Tösens GstNr.: .197 Volksschule Tösens                                  |
| ja   | Datei hochladen | Friedhof hl. Laurentius HERIS-ID: 76478 Objekt-ID: 90054 TKK: 116452          | gegenüber Steinach 59 Standort KG: Tösens    | Der Friedhof wurde urkundlich 1718 um die Pfarrkirche hl. Laurentius angelegt. In die nördliche Friedhofsmauer integrierte ist eine schmale, langgestreckte, gemauerte Kapelle mit geknicktem Schindeldach, die 1988 nach Entwürfen von Klaus Mathoy errichtet wurde. | BDA-Hist.: Q38144341 Status: § 2a Stand der BDA-Liste: 2025-06-30 Name: Friedhof hl. Laurentius GstNr.: 521, 522/4 Friedhof Tösens                          |
| ja   | Datei hochladen | Totenkapelle/Kriegerdenkmal HERIS-ID: 76479 Objekt-ID: 90055 TKK: 29152       | gegenüber Steinach 67 Standort KG: Tösens    | Die Totenkapelle liegt außerhalb der Friedhofsmauer in diese integriert. Die gemauerte Kapelle mit Krüppelwalmdach stammt vermutlich aus dem 18. Jahrhundert. Sie ist traufseitig im Norden durch großes doppelflügeliges Rundbogenportal geöffnet. An der westlichen Giebelseite befindet sich das Kriegerdenkmal zur Erinnerung an die Gefallenen und Vermissten beider Weltkriege. | BDA-Hist.: Q38144362 Status: § 2a Stand der BDA-Liste: 2025-06-30 Name: Totenkapelle/Kriegerdenkmal GstNr.: .65/1 Totenkapelle (Tösens)                     |
| ja   | Datei hochladen | Bürgerhaus HERIS-ID: 40316 Objekt-ID: 40227 TKK: 29145                        | Steinbrücken 2a Standort KG: Tösens          | Mächtiges zweigeschoßiges Mittelflurhaus mit einem backofenähnlichen Anbau auf der Rückseite und abgefastem Rundbogenhausteinportal. An der Stirnseite sind noch Reste einer Architekturmalerei mit zwei Bindenschilden, einem Doppeladler und einem Andreaskreuz, mit 1548 bezeichnet. | BDA-Hist.: Q37994059 Status: Bescheid Stand der BDA-Liste: 2025-06-30 Name: Bürgerhaus GstNr.: .265 Bürgerhaus Steinbrücken 2a, Tösens                      |
| ja   | Datei hochladen | Ortskapelle hl. Josef HERIS-ID: 76491 Objekt-ID: 90067 TKK: 29147             | gegenüber Steinbrücken 5 Standort KG: Tösens | Die barocke einjochige kreuzgratgewölbte Kapelle hl. Josef im Weiler Steinbrücken wurde 1676 errichtet und 1682 geweiht. Die 3/8-Apsis ist außen mit Dreieck-Lisenen gegliedert. Das Emporenjoch mit einer offenen Vorhalle ist aus dem 18. Jahrhundert. Die Kapelle hat Spitzbogenfenster und am Triumphbogen die Bezeichnung mit 1676. Der Altar zeigt das Wappen Sterzinger-Roth und die Stifterinschrift 1679. Die Statuen der Heiligen Josef, Andreas, Anna mit Maria, im Auszug Maria mit Kind, Engel mit Josefsattributen werden dem Bildhauer Klemens Sattler zugeschrieben. Es gibt ein bemaltes Antependium.                                          | BDA-Hist.: Q38144432 Status: § 2a Stand der BDA-Liste: 2025-06-30 Name: Ortskapelle hl. Josef in Steinbrücken GstNr.: .260 Ortskapelle Steinbrücken, Tösens |
| ja   | Datei hochladen | Ortskapelle Boden-Übersachsen HERIS-ID: 76477 Objekt-ID: 90053 TKK: 29150     | bei Übersachsen 129 Standort KG: Tösens      | Die zweijochige tonnengewölbte Kapelle mit einer Holzempore und einer dreiseitigen Apsis und einem Glockenstuhl im Weiler Boden-Übersachsen wurde laut Inschrift 1836 erbaut. Der Altar zeigt das Bild Mariahilf. Die Statuen der Heiligen Joachim und Anna entstanden um 1836. Es gibt ein Kruzifix aus dem 2. Viertel des 19. Jahrhunderts. | BDA-Hist.: Q38144320 Status: § 2a Stand der BDA-Liste: 2025-06-30 Name: Ortskapelle Boden-Übersachsen GstNr.: .231 Ortskapelle Boden-Übersachsen, Tösens    |
| ja   | Datei hochladen | Kalvarienbergkapelle HERIS-ID: 76476 Objekt-ID: 90052 TKK: 29149              | Standort KG: Tösens                          | Schlichter Holzbau auf einem Hügel südöstlich von Tösens-Steinach. | BDA-Hist.: Q38144298 Status: § 2a Stand der BDA-Liste: 2025-06-30 Name: Kalvarienbergkapelle GstNr.: .269 Kalvarienbergkapelle Tösens                       |
| ja   | Datei hochladen | Straßenbrücke, Tösener Innbrücke HERIS-ID: 76492 Objekt-ID: 90068 TKK: 116451 | Standort KG: Tösens                          | Die Tösner Innbrücke ist eine Holzbogenbrücke mit 26,5 m Spannweite und 6,7 m Breite und wurde 1855 als Sprengwerkkonstruktion erbaut. Die Straßenbrücke verbindet die Gemeinden Tösens und Serfaus über den Inn. | BDA-Hist.: Q38144456 Status: § 2a Stand der BDA-Liste: 2025-06-30 Name: Straßenbrücke, Tösener Innbrücke GstNr.: 1285, 1305/1 Tösner Innbrücke              |